# Table des caractères Unicode/U0E00
Cette page contient des caractères spéciaux ou non latins. S’ils s’affichent mal (▯, ?, etc.), consultez la page d’aide Unicode.
Table des caractères Unicode U+0E00 à U+0E7F (3 584 à 3 711 en décimal).

## Thaï(Unicode 1.1)
Caractères utilisés pour l’écriture avec l’alphasyllabaire (ou abugida) thaï : consonnes, voyelles indépendantes, voyelles antéposées ou diacritiques, signe diacritique virama pali, marques diacritiques de ton, chiffres décimaux, symbole monétaire et signes de ponctuation.
Les caractères U+0E31, U+0E33 à U+0E3A, U+0E47 à U+0E4E sont des signes diacritiques se combinant avec le caractère qu’ils suivent ; ils sont combinés ici avec la consonne thaïe ko kaï (= ka) « ก » (U+0E01) à des fins de lisibilité  (et affichés sur fond bleu dans la table ci-dessous).
Noter également que les 5 voyelles (sara) diacritiques suivantes, dites antéposées (affichées sur fond jaune dans la table ci-dessous) :
- U+0E40 (เ) CARACTÈRE THAÏ SARA É
- U+0E41 (แ) CARACTÈRE THAÏ SARA Æ (ou ë)
- U+0E42 (โ) CARACTÈRE THAÏ SARA O
- U+0E43 (ใ) CARACTÈRE THAÏ SARA AÏ MAÏMOUAN (ou maï mouan)
- U+0E44 (ไ) CARACTÈRE THAÏ SARA AÏ MAÏMALAÏ (ou maï malaï)

sont des exceptions à la règle Unicode usuelle de codage dans l’ordre logique des caractères : elles sont codées dans les textes avant la consonne de base (dont elles modifient la voyelle a implicite), bien qu’elles se prononcent après elle (ils sont aussi à gauche de cette consonne de base). Ces exceptions sont liées à la compatibilité avec des normes antérieures à Unicode (notamment la norme thaïe TIS 620-2533, citée en référence par Unicode, ainsi que d'autres anciens codages informatiques de texte thaï basés sur cette norme). On doit en tenir compte aussi dans la délimitation linguistique des grappes de graphèmes insécables. Dans la table ci-dessous, tous les diacritiques sont montrés associés avec la lettre thaïe ko kaï (= ka) « ก » (U+0E01), codée après chacune de ces voyelles.

### Table des caractères
| en fr  | 0  | 1  | 2  | 3  | 4  | 5 | 6 | 7 | 8 | 9 | A | B | C | D | E | F |
| ------ | -- | -- | -- | -- | -- | - | - | - | - | - | - | - | - | - | - | - |
| U+0E00 |    | ก  | ข  | ฃ  | ค  | ฅ | ฆ | ง | จ | ฉ | ช | ซ | ฌ | ญ | ฎ | ฏ |
| U+0E10 | ฐ  | ฑ  | ฒ  | ณ  | ด  | ต | ถ | ท | ธ | น | บ | ป | ผ | ฝ | พ | ฟ |
| U+0E20 | ภ  | ม  | ย  | ร  | ฤ  | ล | ฦ | ว | ศ | ษ | ส | ห | ฬ | อ | ฮ | ฯ |
| U+0E30 | ะ  | กั  | า  | กำ | กิ  | กี | กึ | กื | กุ | กู | กฺ |   |   |   |   | ฿ |
| U+0E40 | เก | แก | โก | ใก | ไก | ๅ | ๆ | ก็ | ก่ | ก้ | ก๊ | ก๋ | ก์ | กํ | ก๎ | ๏ |
| U+0E50 | ๐  | ๑  | ๒  | ๓  | ๔  | ๕ | ๖ | ๗ | ๘ | ๙ | ๚ | ๛ |   |   |   |   |
| U+0E60 |    |    |    |    |    |   |   |   |   |   |   |   |   |   |   |   |
| U+0E70 |    |    |    |    |    |   |   |   |   |   |   |   |   |   |   |   |